# Cissus oblonga
Cissus oblonga är en vinväxtart som först beskrevs av George Bentham, och fick sitt nu gällande namn av Planchon. Cissus oblonga ingår i släktet Cissus och familjen vinväxter. Inga underarter finns listade i Catalogue of Life.